# IC 3742
IC 3742 ist eine Balken-Spiralgalaxie vom Hubble-Typ SBc im Sternbild Haar der Berenike am Nordsternhimmel. Sie ist 41 Millionen Lichtjahre von der Milchstraße entfernt.
Das Objekt wurde am 10. Mai 1904 von Royal Harwood Frost entdeckt.